# Ulrico de Augsburgo
Santo Ulrico de Augsburgo (890 - 4 de julho de 973) foi um religioso católico, bispo de Augsburgo e figura importante da Igreja Católica no inicio do Sacro Império Romano Germânico. Ele é conhecido por ser o primeiro santo, que se tenha registros, a ser canonizado pelo Papa.

## Biografia
Depois de ter estado na Abadia de San Gallo até 908, graças à influência de seu tio, o duque da Suábia Burcardo II, em 923 foi eleito bispo da diocese de Augusta por Henrique I da Saxônia.
Melhorou a condição do clero e fortaleceu a observância das leis da igreja; ele também mandou construir várias igrejas e fez várias visitas pastorais. Na época das invasões magiares nos territórios da Baviera e da Suábia, Ulrich fortificou a cidade alemã e posteriormente reconstruiu as igrejas destruídas nos confrontos.
Em 954, ele estava entre os arquitetos da paz entre Liudolfo di Svevia e seu pai, Otto I, que lhe permitiu cunhar moedas; Ulrich também participou de quatro sínodos : em Ingelheim em 948 e 972 , em Augusta em 952 e em Roma em 972.

## Veneração
São Ulrich foi um santo que foi canonizado por um papa (para registro do Papa João XV), durante um sínodo romano realizado em Latrão em 31 de janeiro de 993, um evento ratificado pelos bispos franceses e alemães com uma bula datada 3 de fevereiro.

### Culto na Itália
O santo é particularmente venerado em Ivrea e em Lavis, que na época de Ulrico pertencia ao imperador do Sacro Império Romano: a ribeira de Avisio fazia fronteira com este império e, até ao século XVI, era também fronteira linguística. De acordo com uma lenda, Ulrich morreu em Lavis e seu cadáver foi destripado e embalsamado para ser transportado para Augusta, na Baviera. Além disso, já no final do século X, uma capela foi construída em Lavis com o objetivo de guardar as relíquias do santo; a antiga capela do Castelo Sigmundskron, perto de Bolzano, também é dedicada ao santo.
Atualmente, a igreja de Sant'Ulrico di Lavis está entre os melhores exemplos do barroco em Trentino: reconstruída em meados do século XVIII com a incorporação da antiga capela do século X, o grande e luminoso hall abriga maravilhosos afrescos do pintor veronês Bartolomeo Zeni e filho Domenico. No presbitério, além de Sant'Udalrico na glória, pode-se admirar o Milagre do Peixe que Dom Ulrico realizou em Costanza.
O santo é o padroeiro da igreja paroquial de Ortisei, que, não surpreendentemente, se chama São Ulrich em alemão .

## Vida de Santo Ulrico
Baixo-relevo de Ludwig Moroder-Lenert sobre a vida de São Ulrich na igreja paroquial de Ortisei

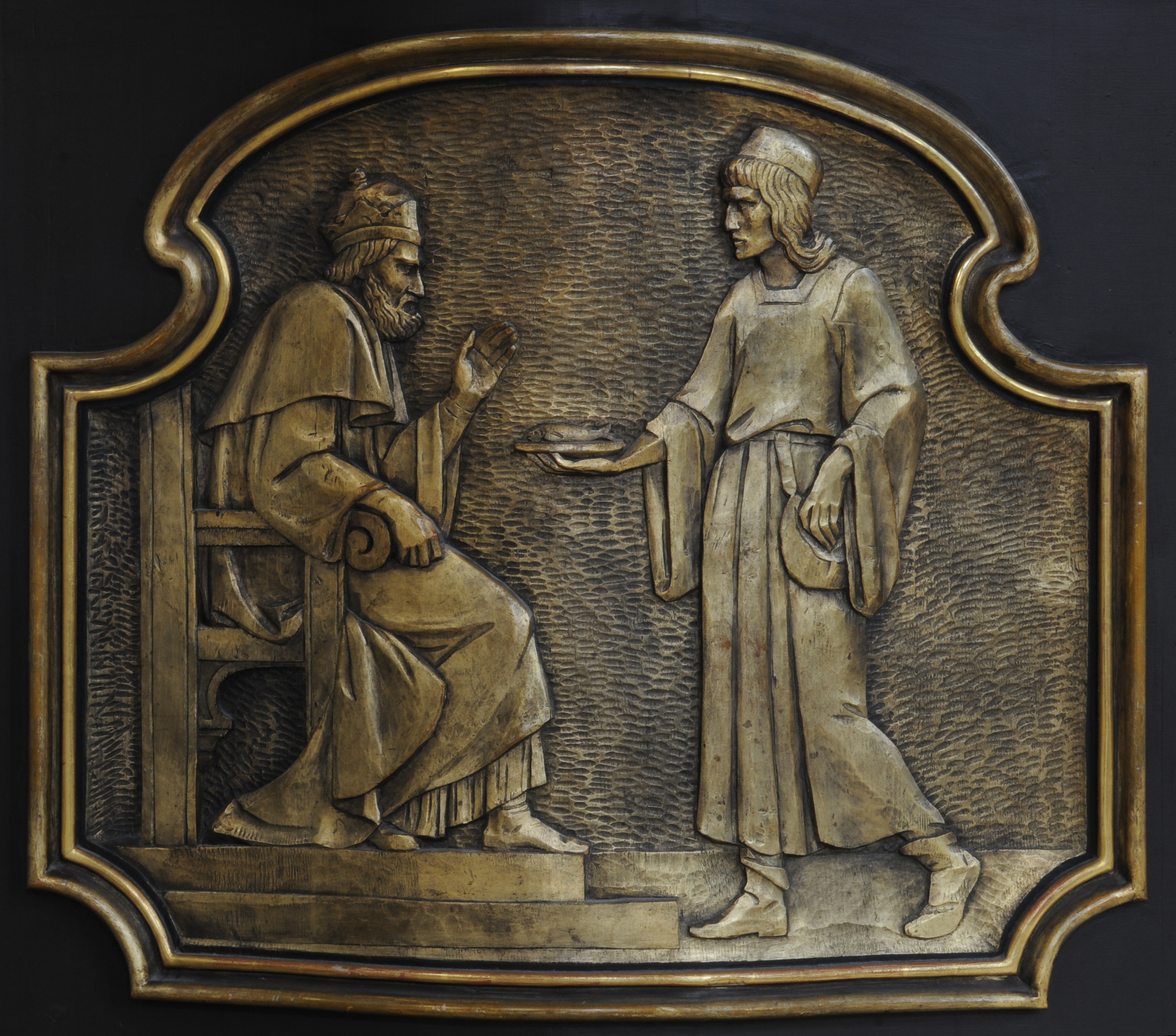
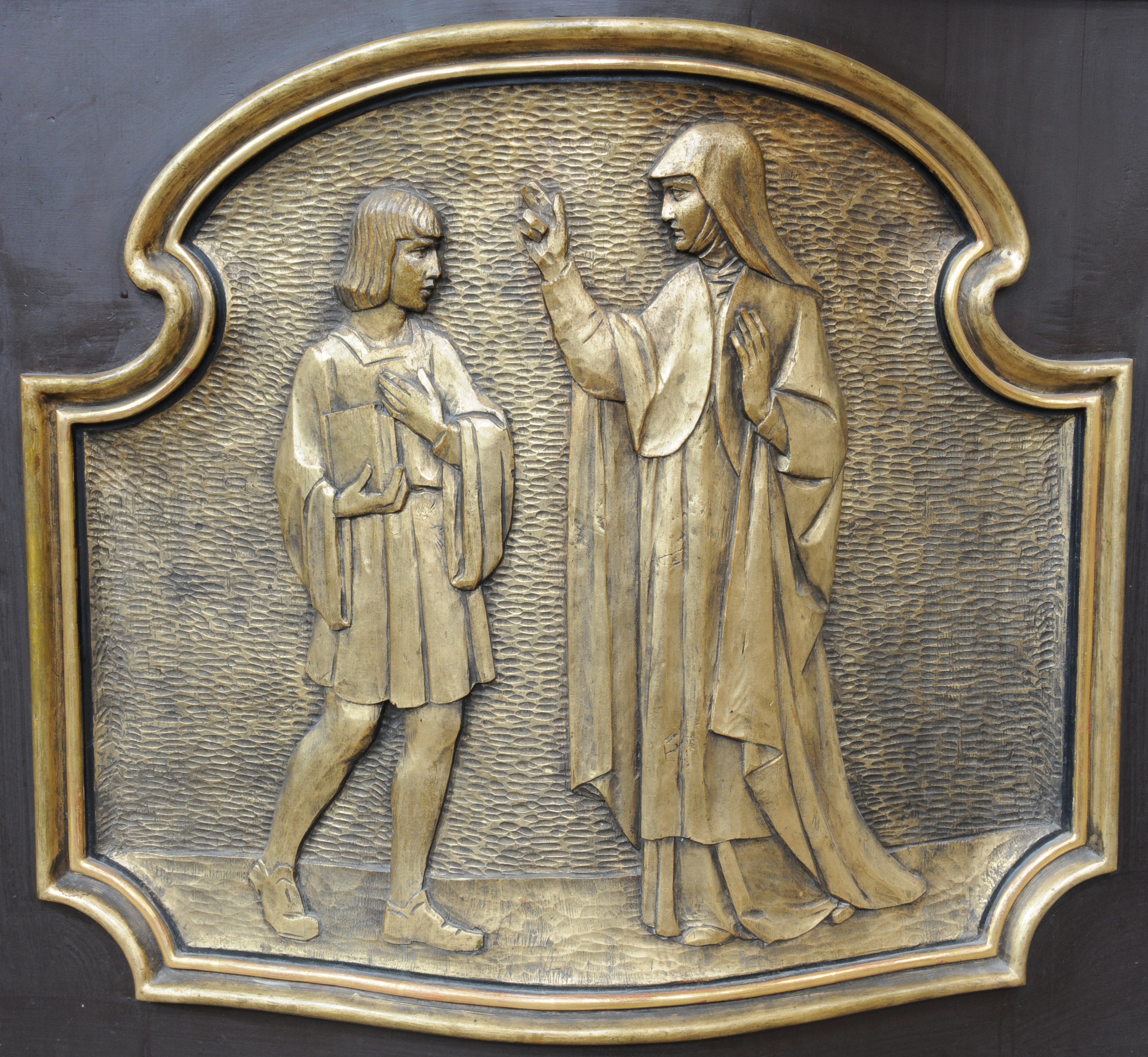
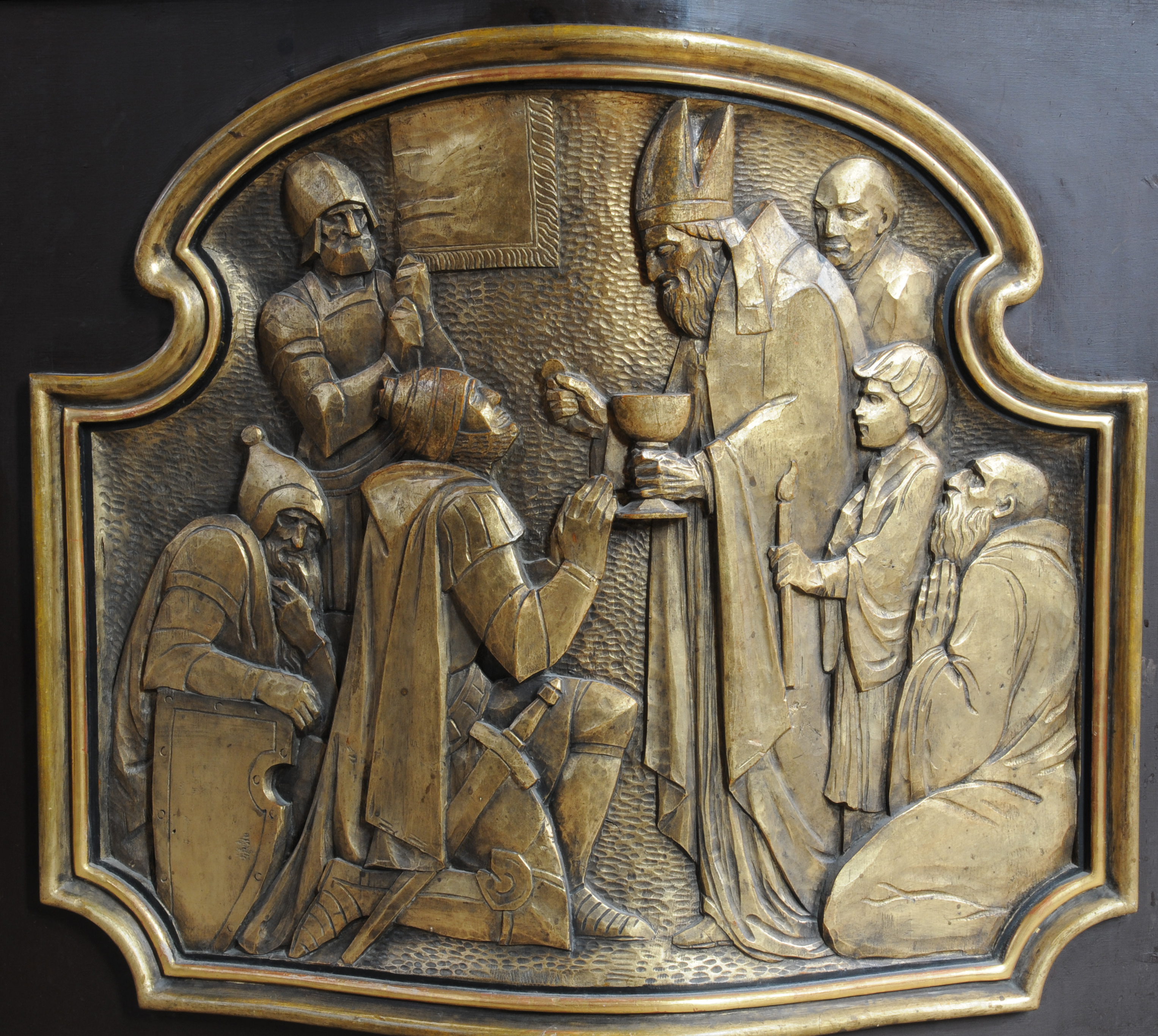